# Lukas Rieger

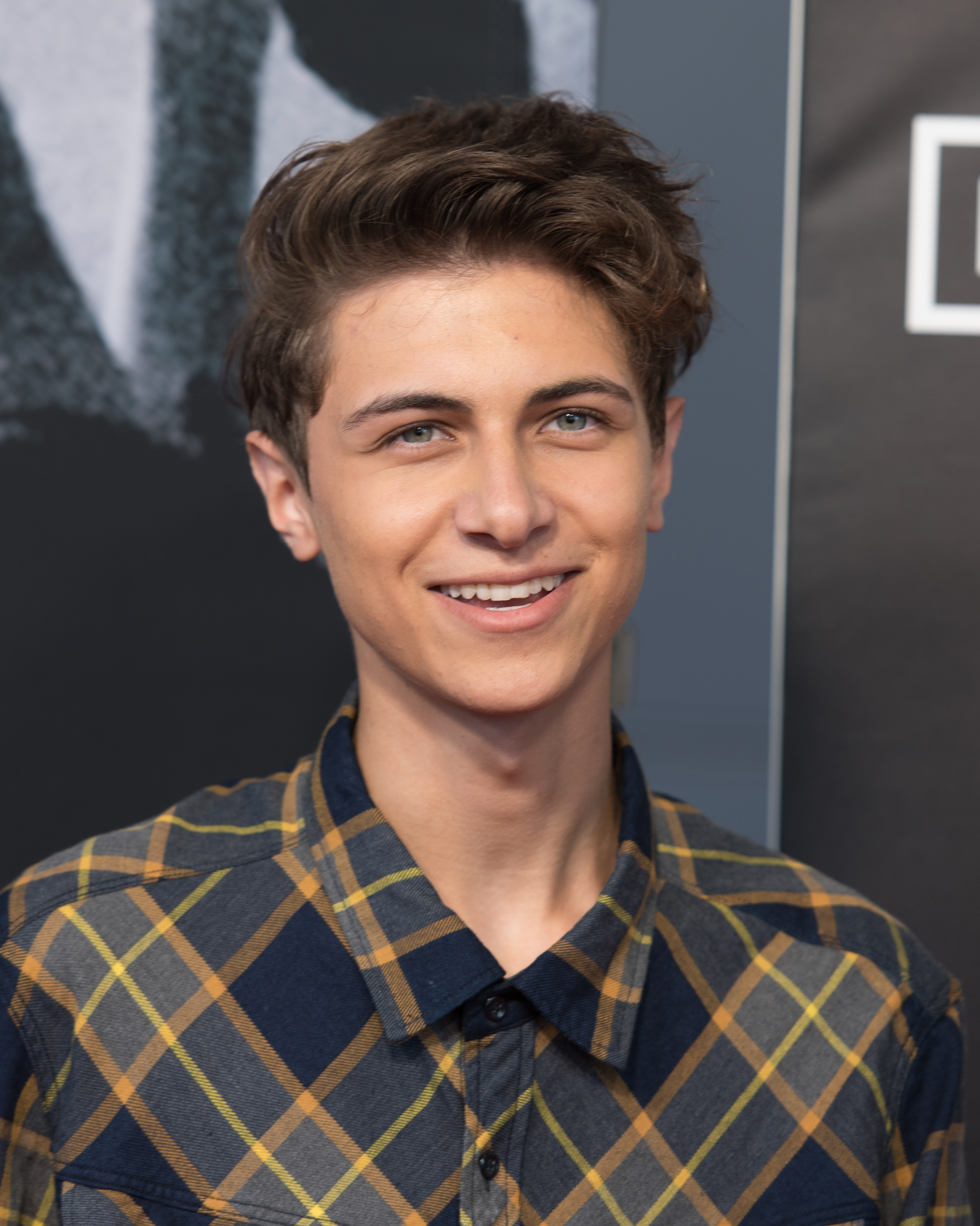
Lukas Rieger (2017)

Lukas Rieger (* 3. Juni 1999 in Lehrte) ist ein deutscher Popsänger.

## Leben
Rieger besuchte die Musikklasse des Gymnasiums Burgdorf.
2014 nahm er an der Casting-Show The Voice Kids teil, bei der er aber in den Battles ausschied. Anschließend setzte er sein musikalisches Engagement fort und baute sich mit YouTube, YouNow, Facebook, Twitter, Snapchat und Instagram eine größere Fan-Gemeinde auf.
So verzeichnete sein Instagram-Account im Mai 2018 über 1,8 Millionen Abonnenten und sein Benutzerkonto in der App Musical.ly über 3,2 Millionen Fans. Sein YouTube-Kanal verzeichnete im August über 511.000 Abonnenten und über 30 Millionen Aufrufe. Seine Twitter-Präsenz verzeichnete zum selben Zeitpunkt bereits über 126.000 Follower.
Mit Take You und 2U coverte Rieger zwei Musikstücke von Justin Bieber. Er selbst benennt den kanadischen Sänger wie auch Michael Jackson als Vorbilder.
Eine Autogrammstunde des damals 17-Jährigen in Ulm im Oktober 2016, kurz nach Veröffentlichung seines ersten Albums Compass, musste von der Polizei abgebrochen werden, weil einige Fans in Ohnmacht fielen. Zuvor hatte eine ähnliche Veranstaltung in Stuttgart über 2000 mehrheitlich weibliche Fans angelockt. Das Management kündigte daraufhin an, solche „Meet-and-Greets“ nicht mehr zu veranstalten.
Am Anfang seiner Karriere beabsichtigte Rieger, ausschließlich auf Englisch zu singen.
2017 landete seine Autobiographie Der Lukas Rieger Code auf Platz 1 der Spiegel-Bestsellerliste. Für den Film Bigfoot Junior produzierte, schrieb und sang er den Titelsong. Er synchronisiert auch die Hauptfigur Adam.
Im Jahr 2019 nahm er an der 12. Staffel der RTL-Tanzshow Let’s Dance teil. Zusammen mit der Profitänzerin Katja Kalugina erreichte er den zwölften Platz.
Ab 29. August 2019 war Lukas Rieger im Kinofilm Mein Lotta-Leben – Alles Bingo mit Flamingo! in der Rolle des Sängers Marlon zu sehen.
Im Jahr 2021 war er neben dem Fußballspieler Toni Kroos, Schauspielerin Sibel Kekilli und dem Moderator Johannes B. Kerner im offiziellen Wahlwerbespot von Bundespräsident Frank-Walter Steinmeier zu sehen.
Für den Kinofilm Dear Evan Hansen sang Lukas Rieger die deutsche Coverversion.
2022 war er der erfolgreichste deutsche Sänger mit 4 Millionen Followern auf TikTok. Auf Instagram folgen ihm mittlerweile über 2,3 Millionen Fans.

## Diskografie

### Alben
- 2016: Compass
- 2018: Code
- 2019: Justice

### Singles
- 2014: Be My Baby
- 2015: Ready 4 This Shit
- 2015: Lightspeed Lovers
- 2016: Elevate
- 2016: Let Me Know
- 2017: Side by Side
- 2017: We Won’t Stop
- 2018: Treasure
- 2018: Won’t Forget About You
- 2018: Wunder
- 2018: Bella
- 2019: Nobody Knows Me (Like You Do)

### Gastbeiträge
- 2017: War Is Over (Musikvideo zur Unterstützung von Musik bewegt)
- 2018:Wunder (Musikvideo zu „Bibi & Tina Star Edition“)
- 2021: Du Wirst Gehört (Musikvideo zum Film „Dear Evan Hansen“)